# Une nuit seulement
Pour plus de détails, voir Fiche technique et Distribution.
Une nuit seulement (titre original : Only Yesterday) est un film américain réalisé par John M. Stahl, sorti en 1933.

## Synopsis
Une jeune femme tombe enceinte de son petit ami lorsque ce dernier s'engage spontanément dans l'armée durant la Première Guerre mondiale. 

## Fiche technique
- Titre : Une nuit seulement
- Titre : Only Yesterday
- Réalisation : John M. Stahl
- Scénario : William Hurlbut, d'après un roman de Frederick Lewis Allen
- Photographie : Merritt B. Gerstad
- Montage : Milton Carruth
- Producteur : Carl Laemmle Jr.
- Sociétés de production : Universal Pictures
- Société de distribution : Universal Pictures
- Pays de production:  États-Unis
- Langue : Anglais
- Format : Noir et blanc — 35 mm — 1,37:1 — Son : Mono (Western Electric Noiseless Recording)
- Genre : Film dramatique
- Durée: 105 minutes (1 h 45)
- Dates de sortie :
  - États-Unis 1er novembre 1933
  - France 22 décembre 1933

## Distribution
- Margaret Sullavan : Mary Lane
- John Boles : James Stanton Emerson
- Edna May Oliver : Leona
- Billie Burke : Julia Warren
- Benita Hume : Phyllis Emerson
- Reginald Denny : Bob
- George Meeker : Dave Reynolds
- Jimmy Butler : Jim Jr.
- Noel Francis : Letitia
- Bramwell Fletcher : Scott Hughes
- June Clyde : Deborah
- Jane Darwell : Mrs.Lane
- Oscar Apfel : Mr. Lane
- Onslow Stevens : Barnard

Et, parmi les acteurs non crédités :
- Astrid Allwyn : rôle indéterminé
- Dorothy Christy : Rena
- Berton Churchill : Goodheart
- Joyce Compton : Margot
- James Flavin : Billy
- Arthur Hoyt : Burton, un invité de la fête
- Crauford Kent : Graves, un invité de la fête
- Natalie Kingston : rôle indéterminé
- Barry Norton : Jerry
- Vivien Oakland : Ethel
- Jason Robards Sr. : Un investisseur de Wall Street
- Grady Sutton : Charlie Smith, un invité de la fête